# Хемпель, Петер
Пе́тер Хе́мпель (нем. Peter Hempel; 30 апреля 1959, Бернау) — немецкий гребец-байдарочник, выступал за сборную ГДР в конце 1970-х — первой половине 1980-х годов. Трёхкратный чемпион мира, чемпион международного турнира «Дружба-84», многократный победитель регат национального значения, участник летних Олимпийских игр в Москве.

## Биография
Петер Хемпель родился 30 апреля 1959 года в городе Бернау, федеральная земля Бранденбург. Активно заниматься греблей начал в раннем детстве, проходил подготовку в Потсдаме, состоял в потсдамском спортивном клубе «Форвертс».
Первого серьёзного успеха на взрослом международном уровне добился в 1978 году, когда впервые попал в основной состав национальной сборной ГДР и побывал на чемпионате мира в югославском Белграде, откуда привёз награду бронзового достоинства, выигранную с одноместной байдаркой на дистанции 500 метров. Год спустя повторил это достижение на домашнем мировом первенстве в Дуйсбурге. Благодаря череде удачных выступлений удостоился права защищать честь страны на летних Олимпийских играх 1980 года в Москве — вместе со своим напарником Харри Нольте пробился в финальную стадию километровой программы двоек, однако в решающем заезде финишировал лишь пятым.
На чемпионате мира 1981 года в английском Ноттингеме Хемпель завоевал золотую медаль в зачёте четырёхместных байдарок на дистанции 1000 метров. В следующем сезоне на аналогичных соревнованиях в Белграде взял два серебра: на пятистах метрах в одиночках и на тысяче в четвёрках. Ещё через год на мировом первенстве в финском Тампере, находясь в составе четырёхместного экипажа, добавил в послужной список золотую медаль на пятистах метрах и серебряную на тысяче. Как член сборной в 1984 году должен был участвовать в Олимпийских играх в Лос-Анджелесе, однако страны социалистического лагеря по политическим причинам бойкотировали эти соревнования, и вместо этого он выступил на альтернативном турнире «Дружба-84» в Восточном Берлине, где тоже имел успех, в частности стал чемпионом в четвёрках на тысяче метрах.
Последний раз Хемпель показал значимые результаты на международном уровне в 1985 году на чемпионате мира в бельгийском Мехелене. Будучи членом четырёхместного экипажа, на сей раз он выиграл золотую медаль на полукилометровой дистанции и бронзовую на километровой. Вскоре после этих соревнований принял решение завершить спортивную карьеру, уступив место в сборной молодым немецким гребцам.